# Copa greco-oriental de pájaros

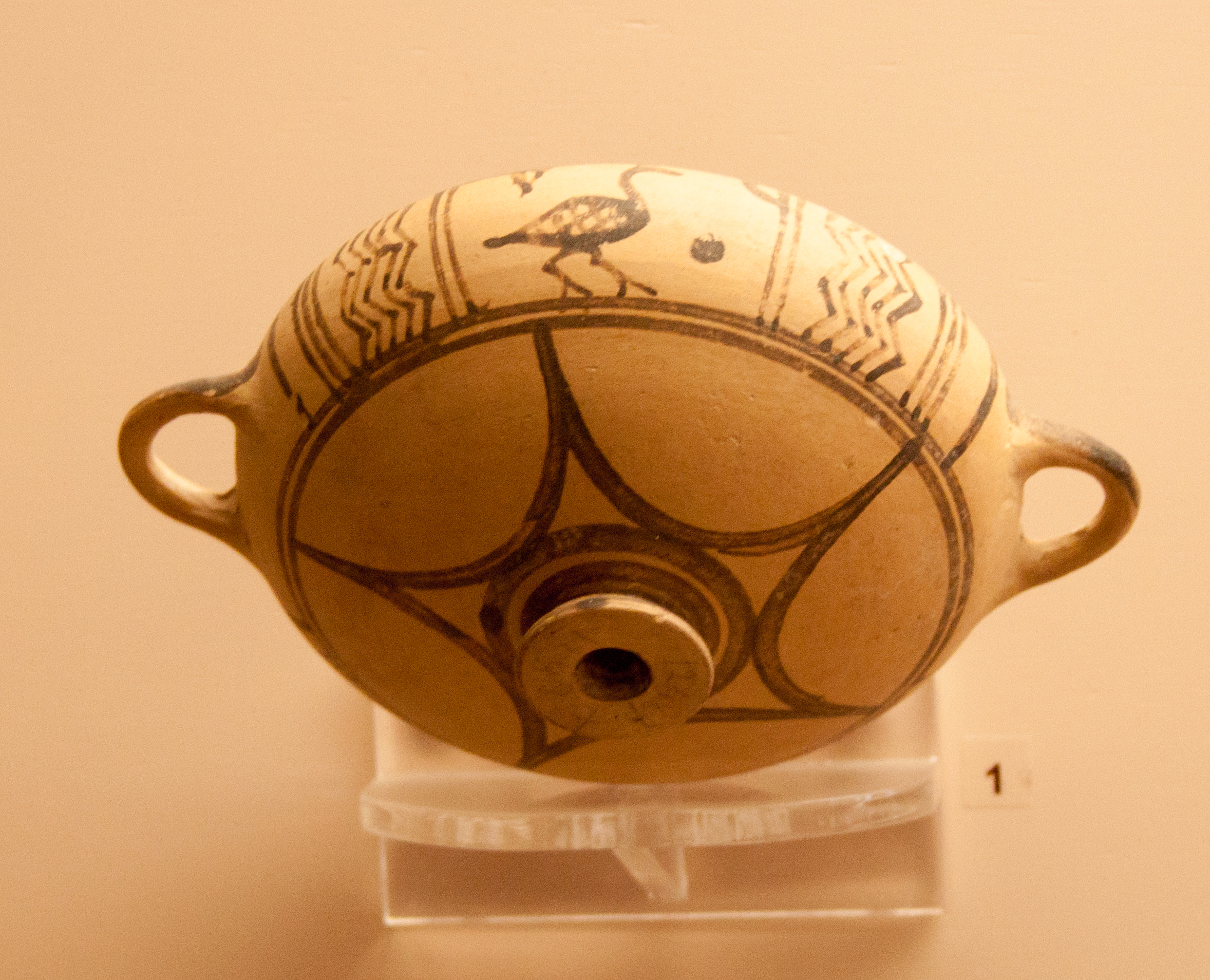
Copa de pájaros de producción rodia, siglo VII a. C.

Las copas greco-orientales de pájaros son un producto de la cerámica subgeométrica greco-oriental, que utiliza motivos decorativos derivados de la geometría tradicional. Se desarrolló a partir del esquifo, geométrico tardío sin labios en el primer cuarto del siglo VII a. C., simplificando la decoración y aplanando la forma, que suele tener un diámetro de 15 cm. La arcilla es fina y generalmente marrón claro, a veces de color blanquecino; la pintura tiende al negro.
La decoración típica se compone de tres metopas en la banda a nivel de las asas, de las cuales la central contiene la representación de un pájaro, y las figuras geométricas romboidales laterales; ambos motivos están rellenos de líneas diagonales.

## Cronología y estilos
La cronología se divide en cuatro etapas evolutivas: 700-675 a. C.. para la primera etapa, 675-640 a. C. para la segunda, 650-615 a. C. para la tercera y 615-600  a. C. para la cuarta. Las copas para pájaros se encuentran en casi todos los sitios jónicos, pero el tipo estándar parece haberse desarrollado en Jonia septentrional. Las exportaciones abarcan una zona muy amplia, que llega hasta Etruria, Malta y Esparta.
El tipo más antiguo tenía un pie anillado, una banda de puntos bajo el campo decorado, y la parte inferior de la copa completamente pintada de negro. En la siguiente tipología la banda de puntos desaparece y en la tercera etapa la parte inferior de la copa está reservada y decorada con rayos de línea de contorno, mientras que en la banda principal los pequeños rayos reemplazan las figuras geométricas. La evolución también se aplica a la composición, con una ampliación progresiva del panel central. A excepción de una pequeña banda reservada o un círculo que contiene rayos u otros motivos simples, a partir de la tercera etapa el interior está cubierto de pintura negra, animada por tiras alternas de blanco y púrpura.

## Variantes
A partir de las copas de pájaros de la última fase se desarrolla la tipología de la copa rosetón (último cuarto del siglo VII - segunda mitad del siglo VI a. C.) que tiene la misma forma pero ampliada. Debajo de la banda principal, con rosetas de siete puntas, hay rayos o bandas de pintura negra; a veces, probablemente en la fase más antigua, las rosetas están encerradas en paneles. El interior está cubierto de pintura negra, bandas blancas y púrpuras, y un círculo en el centro. El análisis de la arcilla ha localizado el centro de producción de las copas para pájaros de la última etapa y las copas con rosetas destinadas a la exportación al norte de Jonia, cerca de Clazómenas.
Otras variantes son la flor de loto y las copas de ojos; estas últimas, producidas a principios del siglo VI a. C., son poco frecuentes pero ampliamente exportadas.